# TV Brasil
TV Brasil es una red brasileña de televisión pública propiedad de la Empresa Brasil de Comunicação, S.A., con programación en todo el país. Está presente en Brasilia (DF), Río de Janeiro (RJ), São Paulo (SP), São Luís (MA), y otros 21 estados a través de las emisoras de televisión integrantes de la Red Pública de Televisión. Sus estudios y planta transmisora está ubicados en Brasilia. El canal estrenó su programación el 2 de diciembre de 2007, al mediodía, el mismo día en que comenzaron las transmisiones de TV digital en Brasil.
El canal tiene como objetivo complementar y ampliar la oferta de contenidos audiovisuales, y ofrecer una programación con enfoque informativo, cultural, artístico, científico y ciudadano.
TVBrasil es hoy en día una de las mayores ventanas de exhibición de la producción audiovisual independiente en el país, asignándole un 20 % de las horas de su programación. Por otra parte, en cinco años, participó como coproductor de unas 140 producciones, incluyendo documentales, series, largometrajes y cortometrajes.

## Historia
TV Brasil nació de la creación de la Empresa Brasil de Comunicação, S.A., el 25 de octubre de 2007, por medio del decreto publicado en el Diario Oficial de la Unión. La empresa nació de la fusión de los patrimonios de la antigua Radiobrás y de la Asociación de Comunicación Educativa Roquette Pinto (En Portugués: ACERP - Associação de Comunicação Educativa Roquette Pinto) que coordinaba la TVE Brasil.
El canal inició sus transmisiones el día 2 de diciembre en las ciudades de Río de Janeiro, São Paulo, Brasília y São Luís.

## 2008
Ese año el canal pasó a cubrir eventos como el Carnaval en Recife y en Salvador y las fiestas juninas en Bahía, en Pernambuco y en Sergipe con la ayuda de sus afiliadas. El canal transmitió las ceremonias de apertura y cierre de los Juegos Paralímpicos de 2008.
El canal también hizo coberturas integradas con otras cadenas de la EBC como en los Juegos olímpicos y en las elecciones del 2008.
Además en el primer semestre del 2008, el entonces director-jefe del noticiero "Reporter Brasil", Luis Lobo, fue despedido. En esa época Lobo acusó al gobierno de interferir en la divulgación de asuntos contrarios al gobierno. El consejo director de TV Brasil refutó las acusaciones de Lobo.
Hasta fines de 2008 solo Río de Janeiro, São Paulo, Brasília y São Luís podían sintonizar TV Brasil en canal abierto analógico. La señal abierta llegó a estar disponible en Sao Paulo (el 2 de diciembre, conmemorando un año de TV Brasil, el canal inauguró su canal digital en Sao Paulo, pero sufrió interferencias provocadas por una compañía telefónica, obligando el traslado al canal 62.

## 2009
Al Iniciar el año, la Cadena trae su primera Afiliación, trayendo cobertura en el Estado de Tocantins y en el sudoeste de Maranhão: TV Palmas, el 1 de enero de ese año tras una afiliación de 12 años de TV Cultura.
En el mes de octubre, TV Cultura Amazonas, También retransmite la programación de la cadena TV Brasil, y no retransmite más la programación de TV Cultura São Paulo. Por el contrario de TV Palmas, no tiene cobertura en todo el Estado de Amazonas, solo en el estado de Manaos y en Itacoatiara en el Canal 3.
El 16 de octubre, la presidenta de la EBC, Tereza Cruvinel, anunció la creación del canal internacional, enfocado a los inmigrantes y África fue el primer continente para recibir emisiones en 2010.

## 2010
En enero de 2010, la gobernadora de Rio Grande do Sul, Yeda Crusius rechaza la oferta de TV Brasil en transmisión gratuita para el Estado a través de TVE RS. La gobernadora decidió pagar R$20 000 por mes para emitir programas en la TV Cultura de São Paulo. El rechazo es en represalia por informar de la cuenta del escándalo de corrupción en el gobierno local como señala la cadena.
El 9 de febrero, en la conferencia de prensa después del anuncio del reajuste de 2010 del salario mínimo regional, el gobernador José Serra se irritó con la pregunta del periodista de TV Brasil, por la falta de agua en la capital del estado y cuestionando cómo Serra por el hecho de que 750 000 personas estaban allí tres días sin Abastecimiento del líquido vital. El gobernador respondió que la Compañía de Saneamiento Básico del Estado de São Paulo (Sabesp) estaba haciendo todo lo posible para reparar la tubería rota, que expira en 48 horas, no se repara y no tiene ninguna predicción. Serra pasó a criticar a la cadena: "Espero que TVBRASIL tenga el mismo interés (es decir São Paulo) para cada estado y del condado cada uno." Preguntado por otro periodista si se sentía perseguido por TV Brasil, el gobernador respondió: "No, por el contrario, Una gran preocupación de que tendría que difundir por todas partes. Esperemos que esta Expansión sea total y no siempre parcial, como había sido."
Entre el 12 y el 16 de febrero, la estación transmite el Carnaval de Salvador de Bahía a través de TVE Bahía.
El 3 de mayo, la estación comienza a operar oficialmente la Red Nacional de Comunicación Pública (RNCP), formado por los cuatro canales de la EBC, 7 cadenas universitarias y 15 estaciones estatales.
El 13 de mayo, se anunció el inicio de operaciones de la TV Brasil Internacional, el 24 de mayo, a través de África, como se predijo. En un acto celebrado en el Ministerio de Relaciones Exteriores, se llevó a cabo una conversación en vivo entre el presidente Luiz Inácio Lula da Silva y el presidente de Mozambique, Armando Guebuza en Maputo. El canal no estará disponible solo en cinco países africanos: Egipto, Libia, Argelia, Túnez y Marruecos. El comienzo para África se justifica porque es el primer contrato cerrado con la distribuidora retransmisora de cable local con Multichoice. A diferencia de otros canales internacionales, difundiendo en su idioma, pero con subtítulos en los idiomas de los países de acogida, en este momento inicial, sin subtítulos.
El 9 de octubre, la TV Brasil comienza a difundir los cuartos de final de la Serie C brasileña de fútbol exclusivamente para Brasil, en asociación con la CBF.

## 2011
La TVE RS, ahora bajo el gobierno de Tarcíso Genro, fue aceptado en la Red de Televisión Pública y retransmitir en gran parte gratuitamente la programación de la estación.
El 3 de febrero, el periodista Corban Costa y el reportero cinematográfico Gilvan Rocha, que cubrían la ola de protestas contra el presidente egipcio, Hosni Mubarak, fueron detenidos, interrogados y fueron condenados de pasar una noche en una habitación sin comida, agua o ventanas. Su equipo fue confiscado y se vieron obligados a firmar un documento por el retorno de los dos a Brasil.
Desde julio, la red transmite exclusivamente en TV abierta los Juegos Mundiales Militares 2011, que es una preparación para los Juegos Olímpicos de 2016 y la Serie C 2011, junto con la mayoría de las afiliadas públicas.
El 1 de noviembre finalizó el mandato de la Directora-presidente de EBC, Tereza Cruvinel que comenzó en 2007. En su lugar fue nombrado el periodista Nelson Breve.

## 2012
En mayo de 2012, TV Brasil Internacional llegó a 68 países, entre ellos Portugal, Estados Unidos, Japón, América Latina y África. El objetivo es llegar a varias ciudades de Europa, con una gran concentración de los brasileños como Londres, Madrid, Barcelona, París, Viena y Bruselas hasta el 2012.

## 2013
El 3 de noviembre de 2013, la cadena consiguió por primera vez, el liderazgo de audiencias 
en la capital brasileña. Sucedió en Recife, en un Partido de la Serie C que Aseguró el Regreso de Santa Cruz a la Serie B del Campeonato Brasileño.

## 2014
TV Aldeia, de Río Branco, en el Acre pasa a afiliarse a la TV Cultura dejando a TV Brasil sin señal en el estado de Acre.

## 2015
El Brasil de TV transmitirá los campeonatos jugados por la selección brasileña de fútbol como el Mundial de Fútbol Playa de la FIFA 2015 disputados en Portugal, la Copa Mundial Femenina de la FIFA 2015, celebrada en Canadá y el Campeonato Mundial de Fútbol Sub-20 de 2015 disputado en Nueva Zelanda. El día 12 de agosto, Nelson Breve Dias tuvo el mandato cerrado y asume como nuevo presidente Americo Martins que desde el nombramiento de Breve como Secretario de Prensa de la Presidencia de la República, asumía interinamente la presidencia. El presidente de la Comisión Europea, José Luis Rodríguez, El 11 de agosto anunció la transmisión del Campeonato Brasileño de Fútbol Femenino, que se celebrará en la ciudad de Buenos Aires. 

## 2016
En 15 de febrero de 2016, TVE MS dejó de retransmitir la programación de TV Brasil. La justificación era que la emisora no cumplía con su papel principal, que era transmitir información y contenido educativo en toda su parrilla, además de no tener una programación de calidad, usando como modelo en la discusión la TV pública de São Paulo (TV Cultura) donde fue considerada por la BBC de Londres la segunda mejor emisora del mundo y la primera de las Américas en programación educativa y de calidad. En cuanto a la reestructuración de la emisora pública sur-matogrossense, se realizaron reuniones con los ejecutivos representantes de la Fundación Padre Anchieta, donde realizaron acuerdos de cabeza de red en Mato Grosso do Sul, incluyendo la multiprogramación donde la emisora estatal ya está autorizada a utilizar. En el inicio la programación de la emisora paulista era exhibida parcialmente, mixta con TV Brasil, pero actualmente no retransmite la programación de la emisora pública carioca, dejando solo programas educativos independientes, propios y la programación de la emisora paulista.
El 2 de enero, la emisora anunció la transmisión de la Copa São Paulo de Fútbol Junior. El 19, 21 y 23 de enero pasó a exhibir la Copa Brasil de Voleibol Masculino, con semifinales y final y aún en enero, anuncia la transmisión del Desfile de las campeonas en sociedad con Globo, [que cede también al grupo de acceso y las campeonas paulistas. además de exhibir el Carnaval de Bahía. A finales de enero la emisora pasó a transmitir los Campeonato Paulista de Fútbol de 2016 - Serie A2 y Campeonato Paulista de Fútbol de 2016 - Serie A3. El 2 de febrero, se anunció la salida de Américo Martins de la presidencia de EBC. el expresidente dijo que salió por motivos personales.  El 28 de marzo la presidenta Dilma Rousseff nombra a Pedro Varoni como nuevo director presidente de la EBC. El 15 de febrero, la emisora pierde su señal en Mato Grosso do Sul después de la TVE MS si se afilia a  TV Cultura. El 3 de mayo Dilma Rousseff nombra a Ricardo Melo.  Melo se quedó por dos semanas hasta ser exonerado por Michel Temer.  En su lugar asumió Laerte Rímoli que hizo reformulaciones dimitiendo consagrados como Tereza Cruvinel, Emir Sader, Paulo Moreira Leite, Albino Castro y Mariana Kotscho.  El 2 de septiembre, debido a cambios en el estatuto de la EBC propuesta en una medida provisional por el alcalde y presidente en ejercicio de la república Rodrigo Maia exoneró a Ricardo Melo. [Horas después la decisión fue revocada.  Una liminar en el STF recondujo el 8 de septiembre por liminar del STF Laerte Rimoli a EBC. El 7 de septiembre pasó a transmitir los Juegos Paralímpicos de Verano de 2016 en conjunto con el SporTV y TV Cultura.  El 7 de diciembre de 2016, se anunció la dimisión de la presentadora Leda Nagle.

## 2017
El 22 de noviembre, los funcionarios de la EBC divulgaron una nota de repudio a los ataques racistas del presidente de la empresa, Laerte Rímoli, a Taís Araújo y a su hijo. El documento es endosado por los sindicatos de los periodistas de São Paulo, Río de Janeiro y del Distrito Federal. Rímoli utilizó las redes sociales para compartir memorias que ironizaban la declaración de la actriz sobre el racismo cotidiano sufrido por su hijo. Para los funcionarios, "Rímoli no irrespetó sólo a la actriz Taís Araújo, sino toda sociedad brasileña y la propia EBC". "Este comportamiento deplorable va contra el posicionamiento de los empleados y empleadas, que siempre lucharon por una comunicación pública diversa, inclusiva, libre de prejuicios", dice un fragmento de la nota. Los funcionarios dicen que la postura de Rímoli hiere los códigos de ética de los funcionarios públicos y de los periodistas y exigieron su alejamiento.
Al día siguiente, el actor Pedro Cardoso fue invitado a participar en una entrevista en vivo en el programa Sem censura, y en vivo, habló: "No voy a responder esta pregunta y ni ninguna otra porque cuando llegué aquí, encontré una empresa que, "está en huelga, y no participó en programas de empresas que están en huelga", refiriéndose a la huelga de los funcionarios para pedir el alejamiento de Laerte Rímoli de la presidencia de la empresa.  Después de eso, Pedro anunció su salida, pidiendo disculpas a la presentadora ya todos los que estaban presentes, y saludándolos, retirándose del estudio del programa.

## 2018
La emisora lanza el 19 de febrero su nueva programación cambiando los horarios de sus programas y ampliando hasta las 17h15 la programación infantil con estreno de El Diario de Mika y también de los dibujos Godofredo, Osmar, la primera rebanada del pan de forma y Las Aventuras de Fujiwara Manchester. Además de estrenar los programas Viralizando presentado por el youtuber Alan Ribeiro y también de Antenize con presentación de Karina Cardoso y la segunda temporada de la miniserie Natália.
El 2 de mayo de 2018, el embajador Alexandre Parola asume como presidente de la empresa, en lugar de Laerte Rímoli. Parola quedó poco tiempo en el cargo, saliendo en octubre.

## 2019
El 22 de febrero de 2019, el administrador de empresas Alexandre Henrique Graziani es indicado por el presidente de la república Jair Bolsonaro para ser el nuevo presidente de la emisora.
El 10 de abril de 2019, TV Brasil anunció una nueva programación y una nueva insignia, sustituyendo la TV NBR debido a recortes de gastos del Gobierno Bolsonaro.

## Presupuestos y Control Ejecutivo
La EBC está vinculado a la Secretaría de Comunicación Social de la Presidencia. Tiene su sede en Brasilia, pero hay centros de producción y oficinas regionales en Río de Janeiro, São Paulo, Maranhão y Rio Grande do Sul.
La empresa es responsable de TV Brasil, TV Brasil Internacional, Radios Nacional de Río de Janeiro, AM y FM de Brasília, de la Amazonia y del Alto Solimões, Radios MEC AM y FM de Río de Janeiro y Radio MEC AM de Brasília, Agência Brasil y la Radioagência Nacional.
Los fondos de EBC provienen del Presupuesto Federal, además de los fondos provenientes de la venta de programas, licencia de marca, donaciones, publicidad institucional, el patrocinio de programas y servicios a las organizaciones públicas y privadas.
Al año 2011, el Presupuesto del Grupo EBC, ascendía a RS 430,4 millones. 
Al igual que otras empresas públicas, la EBC se controla externamente por el Departamento de Control Interno de la Presidencia (CISET / PR) y el Tribunal de Cuentas - TCU.

## Programación
La programación de TV Brasil se compone de cuatro horas de producción independiente y regionales, así como algunos otros programas transmitidos por los radiodifusores públicos, como Roda Viva de TV Cultura de São Paulo. La programación de TV Brasil está dividido en ejes temáticos: deportes, infantiles, animación, audiovisual, ciudadanía. Una de las atracciones principales de la estación se encuentran las películas nacionales y documentales, que se muestran tres veces a la semana.
La Brasil mantiene en su programa de televisión programar algunos programas heredados de la extinta TVE Brasil como Sin Censura con Leda Nagle y Arte con Sérgio Britto, que será reformateado debido a la muerte del actor.
En 2011, la estación tenía casi la mitad de su horario (45,8 %) producido internamente. La producción independiente ha mantenido su lugar en la fecha prevista, con aproximadamente el 21,5 % del total de horas de programas vistos, muy por encima del 5 % requerido por la ley para crear la EBC.

## Imagen corporativa

Logotipo utilizado entre 2012 y 2019
Logotipo utilizado entre 2019 y 2023
Logotipo utilizado actualmente desde 2023

## Algunos programas
Periodismo
- Bom para Todos
- Brasilianas.org
- Caçadores da Alma
- Caminhos da Reportagem
- Conexão Roberto D’Avila
- Cozinha Brasil
- De Lá Pra Cá
- DOCTV AL III
- DOCTV América Latina
- DOCTV CPLP
- DOCTV IV
- É a Vovozinha!
- Etnodoc
- Expedições
- Interprogramas
- Jornal Visual
- Nova África
- Nova Amazônia
- Observatório da Imprensa
- Opção Saúde
- O Público na TV
- Papo de Mãe
- Rede Jovem de Cidadania
- Reencontro
- Repórter Brasil
- Repórter Maranhão
- Repórter Rio
- Roda Viva (con TV Cultura)
- Sem Censura
- Ser Saudável
- Sustentáculos
- Tal como Somos
- Três a Um
- Ver TV

Deportes
- Campeonato Brasileño - Serie C (en vivo)
- Por Dentro da Bola
- Mais Ação
- Stadium

Entretenimento y cultura
- Aglomerado
- A Grande Música
- Alto-Falante
- Animania
- Arte do Artista
- Capoeira
- Carnavais do Brasil
- Ciclos de Cinema
- Cine Nacional
- Cultura Ponto a Ponto
- Curta os Curtas
- Curta TV
- Direções
- Musicograma
- Natália
- Quinteto Violado 40 anos
- Revista do Cinema Brasileiro
- Samba na Gamboa
- Segue o Som
- Sinfonía Fina
- Soy Loco por ti Cinema
- Tribos
- Viola, minha Viola

Conocimiento
- Almanaque Brasil
- Amazônia com Bruce Parry
- AmazôniAdentro
- Animais Extraordinários
- A TV que se faz no Mundo 2
- Brasil Eleitor
- Cinco Vezes Machado
- Coisas de Alice
- Comentário Geral
- Como e Por quê?
- Conhecendo Museus
- Dance Academy
- Diverso
- DOC Especial
- DOC TV
- Espaço Dividido
- Estação Periferia
- Especiais TV Brasil
- Estudio 24
- Estudio Móvel
- Histórias do Brasil
- Lutas.doc
- Mobilização
- O Brasil tem disso
- O Conde de Monte Cristo
- Oliver Twist
- Oncotô?
- Os Caminhos da Democracia
- Os Protetores do Planeta
- Pantanal
- Paratodos
- Profissão Cartunista
- Programa Especial
- Sábados Azuis
- Salto para o Futuro
- Semana da Consciência Negra
- Sementes
- Shamwari - Vida Selvagem
- Taxista Empreendedor
- Telecurso Ensino Fundamental (con la Globo, Futura y TV Cultura)
- Telecurso Ensino Médio (con la Globo, Futura y TV Cultura)
- Tecendo o Saber
- TV é Ciência
- Um Verão Qualquer
- Via Legal

Infantiles
- Anabel
- Carrapatos e Catapultas
- Clube do Travesseiro
- Cocoricó
- Dango Balango
- Escola pra Cachorro
- Galera do Surf
- Igarapé Mágico
- Amigazazo
- Peixonauta
- Spirou e Fantásio
- Vila Sésamo
- A Mansão Maluca do Professor Ambrósio
- Historietas Assombradas (para Crianças Malcriadas)
- ABZ do Ziraldo
- TV Piá
- Senha Verde
- Batatinhas